# آب‌سنگ حاشیه‌ای

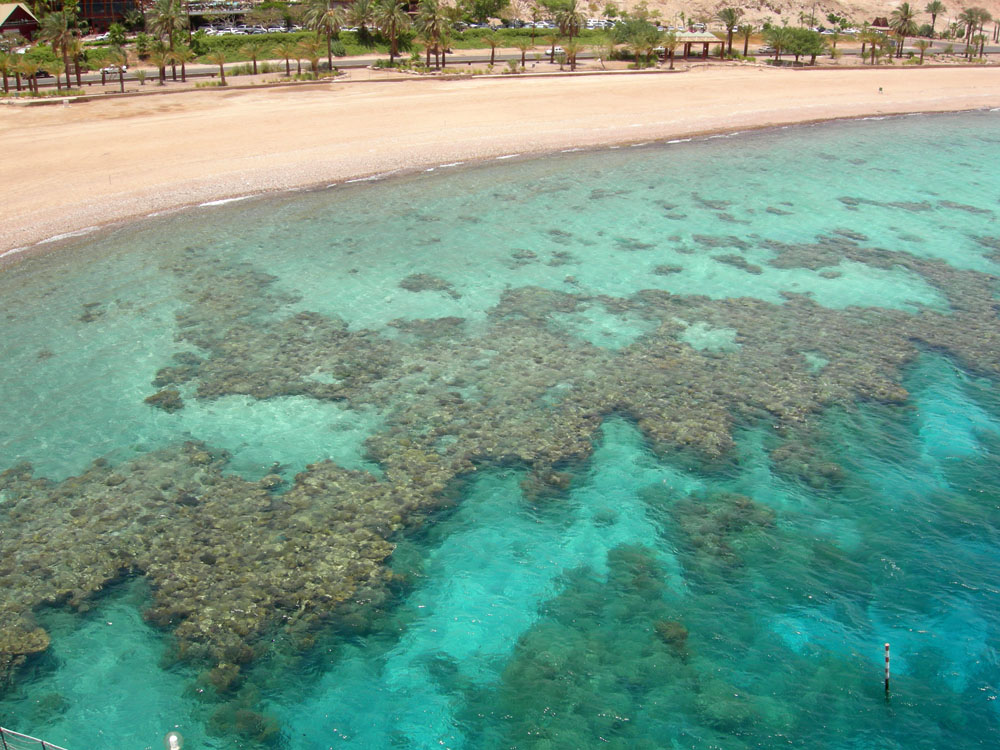
نمونه‌ای از آبسنگ حاشیه‌ای در سواحل اسرائیل

به آبسنگی که مستقیماً به ساحل قاره یا جزیره متصل است آبسنگ حاشیه‌ای (به انگلیسی: Fringing reef) گفته می‌شود.
آبسنگ‌های حاشیه‌ای بیشتر به صورت پشته ناهموار مرجانی هستند که به ساحل نزدیک بوده و میان آن و خشکی اصلی را پایاب و مرداب کم‌عمق ساحلی فرا گرفته‌است. این نوع آبسنگ‌ها بیشتر در مناطق کم‌عمق آب و تالاب‌ها رشد می‌کنند و ممکن است صدها متر از خط ساحلی رشد کرده باشند.(نگاه کنید به عکس، سمت چپ). شیب آبسنگ حاشیه‌ای رو به دریا تند، و تقریباً به قائم نزدیک است.
آبسنگ حاشیه‌ای یکی از سه نوع عمده آب‌سنگ مرجانی است. که توسط دانشمندان شناخته شده‌است. 